# Стишинский, Александр Семёнович
Александр Семёнович Стишинский (1851—1922) — русский государственный деятель, член Государственного совета, действительный тайный советник (01.01.1913). Политик крайне правой ориентации.

## Биография
Родился 18 (30) июня 1851 года в Тифлисе в семье офицера, в 1858 году возведённого в потомственное дворянство.
В 1872 году окончил юридический факультет Московского университета. Поступил на службу 28 октября 1872 года в чине коллежского секретаря в департамент общих дел Министерства внутренних дел, а в 1873 году перешёл в отделение законов Государственной канцелярии. С 1878 года служил в отделении дел Государственного секретаря; с 1882 года — помощник статс-секретаря Государственного совета;  действительный статский советник с 5 апреля 1887 года. Был деятельным сторонником земской контрреформы (1890) и введения Положения о земских начальниках (1889). В 1893—1896 гг. состоял управляющим Земским отделом Министерства внутренних дел. С 1896 года — товарищ Государственного секретаря. В 1897—1902 гг. — управляющий делами и член Особого совещания по делам дворянского сословия. С 1 января 1898 года состоял в чине тайного советника.
В 1899 году по приглашению Д. С. Сипягина вернулся в Министерство внутренних дел на должность товарища министра, назначен заведующим Крестьянским отделом. В 1904 году с приходом либерала П. Д. Святополк-Мирского ушёл из министерства и в том же году был назначен членом Государственного совета; с 1905 года присутствовал в Департаменте законов. В июне 1905 года был назначен председателем. Состоял членом Главного Александровского комитета по призрению детей лиц, погибших в войну с Японией.

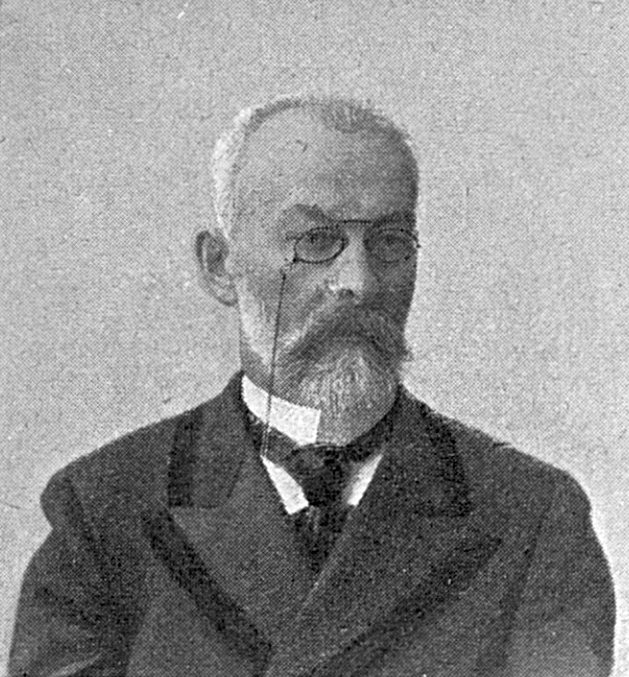
Михаил Дмитриевич Дмитриев

В кабинете И. Л. Горемыкина с 24 апреля по 8 июля 1906 года занимал должность главноуправляющего землеустройством и земледелием.
Был председателем Редакционной комиссии МВД по пересмотру законоположений о крестьянах, членом Особого совещания о нуждах сельскохозяйственной промышленности; один из авторов положений о постепенном переходе к хуторскому и отрубному землепользованию при сохранении общины там, где за это выскажется большинство её членов (реализовывалось с 1906 года в ходе столыпинской аграрной реформы). На основе подготовленных под руководством Стишинского материалов были приняты Временные правила о добровольном переселении сельских обывателей и мещан-земледельцев (1904), значительно расширившие возможности для переселенчества и льготы для переселенцев из Европейской России в Сибирь и на Дальний Восток.
В 1-й Государственной думе выступал непримиримым противником аграрной реформы и защитником существовавшего земельного строя. При назначении П. А. Столыпина Председателем Совета министров был уволен от должности главноуправляющего по настоятельной просьбе Столыпина.
в 1905—1906 гг. — участник особых совещаний под руководством императора Николая II, обсуждавших проекты законов о «Булыгинской думе», о преобразовании Государственной думы и Государственного совета.
В реформированном в 1906 году Государственном совете был в числе присутствующих членов, входил в группу крайне правых. Состоял в «Бюро для взаимной осведомленности и совместных действий правых деятелей», председателем которого был князь А. А. Ширинский-Шихматов. Член Русского собрания, председатель Русского окраинного общества (1908—1917).
Был произведён в действительные тайные советники 1 января 1913 года. В 1916 году назначен сенатором, а также стал председателем Особого комитета по борьбе с немецким засильем.
Во время Февральской революции был арестован 1 марта 1917 года и заключён в Петропавловская крепость, в июне освобожден. В декабре 1917 года уехал в Полтаву, затем на Кубань, занимал незначительную должность в аппарате Государственного контроля в правительствах А. И. Деникина и П. Н. Врангеля. В 1920 году эвакуировался с дочерью в Константинополь, где был представителем контроля во франко-русской комиссии по передаче Франции имущества армии генерала Врангеля. По окончании работы комиссии остался без средств к существованию, жил в большой нужде на ничтожные заработки дочери Елены.
Умер 11 января 1922 года от воспаления лёгких. Похоронен в Константинополе.

## Награды
- Орден Святого Владимира 3-й степени (01.01.1885)
- Орден Святого Станислава 1-й степени (01.01.1890)
- Орден Святой Анны 1-й степени (01.01.1894)
- Орден Святого Владимира 2-й степени (01.01.1900)
- Орден Белого орла (01.01.1904)
- Орден Святого Александра Невского (01.01.1908)
- Высочайший рескрипт (16.06.1915)
- Алмазные знаки к ордену Святого Александра Невского (01.01.1917)
- Знак отличия За труды по землеустройству
- Медаль «В память царствования императора Александра III» (1896)
- Медаль «В память коронации императора Николая II» (1896)
- Медаль «В память 300-летия царствования дома Романовых» (1913)

## Семья
Был женат на Марии Владимировне Зариной. Их дети: Владимир, Мария.